# Heather Stewart-Whyte
Heather Stewart-Whyte (ur. 25 września 1969 w East Sussex) – brytyjska modelka.
Heather w przeszłości pracowała jako niania. W 1986 została zaproszona przez agencję Elite Premier i podpisała kontrakt. Po roku pracy postanowiła zrobić sobie przerwę. W 1990 roku ponownie pojawiła się w branży. Przeniosła się do Paryża i podpisała kontrakt z tamtejszym oddziałem agencji Elite. Wkrótce zaczęła pracować dla znanych czasopism (Vogue, Elle, Marie Claire) i angażować się do kampanii reklamowych firm kosmetycznych i odzieżowych: Yves Saint Laurent, Christian Dior oraz Shiseido. Pojawiała się na wybiegu u takich projektantów w branży mody, jak: Versace, Giorgio Armani, Christian Dior, Claude Montana, Hervé Leger, Loewe, Valentino, Thierry Mugler, Yōji Yamamoto, Givenchy, John Galliano i Karl Lagerfeld.
Karierę w modelingu zakończyła w 1998 roku.
Stewart-Whyte obecnie na stałe mieszka w Paryżu.